# Wana (Pakistán)
Wana (pashto: واڼۀ) es una localidad de Pakistán, en el territorio de áreas tribales bajo administración federal. 
Fue el escenario de la batalla de Wana, librada entre el 16 y el 23 de marzo de 2004, que supuso el inicio del conflicto armado del noroeste de Pakistán. La ciudad también se vio afectada por la operación militar Rah-e-Nijat que tuvo lugar en la zona de Waziristán a finales de 2009.

## Demografía
Según estimación 2010 contaba con 1980 habitantes.